# Diócesis de Mbalmayo
La diócesis de Mbalmayo (en latín: Dioecesis Mbalmayoensis y en francés: Diocèse de Mbalmayo) es una circunscripción eclesiástica de la Iglesia católica en Camerún. Se trata de una diócesis latina, sufragánea de la arquidiócesis de Yaundé. Desde el 27 de diciembre de 2016 su obispo es Joseph Marie Ndi-Okalla.

## Territorio y organización
La diócesis tiene 9753 km² y extiende su jurisdicción sobre los fieles católicos de rito latino residentes en los departamentos de: Nyong-et-Mfoumou y Nyong-et-Soo región del Sur.
La sede de la diócesis se encuentra en la ciudad de Mbalmayo, en donde se halla la Catedral del Santo Rosario.
En 2021 en la diócesis existían 96 parroquias.

## Historia
La diócesis fue erigida el 24 de junio de 1961 con la bula Quemadmodum ex arbore del papa Juan XXIII, obteniendo el territorio de la arquidiócesis de Yaundé.

## Estadísticas
Según el Anuario Pontificio 2022 la diócesis tenía a fines de 2021 un total de 214 000 fieles bautizados.
| Año                                                                             | Población            | Población | Población      | Sacerdotes | Sacerdotes    | Sacerdotes    | Bautizados por sacerdote | Diáconos permanentes | Religiosos | Religiosos | Parroquias |
| Año                                                                             | Bautizados católicos | Total     | % de católicos | Total      | Clero secular | Clero regular | Bautizados por sacerdote | Diáconos permanentes | Varones    | Mujeres    | Parroquias |
| ------------------------------------------------------------------------------- | -------------------- | --------- | -------------- | ---------- | ------------- | ------------- | ------------------------ | -------------------- | ---------- | ---------- | ---------- |
| 1970                                                                            | 72 393               | 140 000   | 51.7           | 22         | 22            |               | 3290                     |                      |            |            | 24         |
| 1980                                                                            | 106 536              | 150 083   | 71.0           | 35         | 23            | 12            | 3043                     |                      | 14         | 45         | 24         |
| 1990                                                                            | 151 000              | 201 000   | 75.1           | 36         | 30            | 6             | 4194                     |                      | 12         | 54         | 27         |
| 1999                                                                            | 154 500              | 257 500   | 60.0           | 43         | 37            | 6             | 3593                     |                      | 23         | 45         | 27         |
| 2000                                                                            | 154 500              | 257 500   | 60.0           | 47         | 41            | 6             | 3287                     |                      | 23         | 45         | 27         |
| 2001                                                                            | 175 200              | 292 000   | 60.0           | 47         | 45            | 2             | 3727                     |                      | 6          | 45         | 33         |
| 2002                                                                            | 175 200              | 292 000   | 60.0           | 50         | 44            | 6             | 3504                     |                      | 31         | 37         | 62         |
| 2003                                                                            | 175 200              | 292 000   | 60.0           | 47         | 45            | 2             | 3727                     |                      | 9          | 37         | 60         |
| 2004                                                                            | 175 000              | 292 000   | 59.9           | 40         | 38            | 2             | 4375                     |                      | 7          | 26         | 60         |
| 2013                                                                            | 177 860              | 331 000   | 53.7           | 76         | 70            | 6             | 2340                     |                      | 38         | 38         | 85         |
| 2016                                                                            | 198 216              | 374 459   | 52.9           | 82         | 69            | 13            | 2417                     |                      | 52         | 35         | 97         |
| 2019                                                                            | 212 100              | 396 300   | 53.5           | 97         | 87            | 10            | 2186                     |                      | 55         | 40         | 92         |
| 2021                                                                            | 214 000              | 401 500   | 53.3           | 113        | 94            | 19            | 1893                     |                      | 66         | 37         | 96         |
| Fuente: Catholic-Hierarchy, que a su vez toma los datos del Anuario Pontificio. |                      |           |                |            |               |               |                          |                      |            |            |            |

## Episcopologio
- Paul Etoga † (24 de junio de 1961-7 de marzo de 1987 retirado)
- Adalbert Ndzana (7 de marzo de 1987 por sucesión-27 de diciembre de 2016 retirado)
- Joseph Marie Ndi-Okalla, desde el 27 de diciembre de 2016